# Lindwerder (Havel)
Lindwerder, auch Gatower Lindwerder genannt, ist eine Insel, die sich im zum Berliner Bezirk Steglitz-Zehlendorf gehörenden Teil der Havelseen befindet.
Die 2,2 ha große ovale Insel Lindwerder ist der Rest einer ehemals etwa dreimal so großen eiszeitlichen Moränenplatte. Sie liegt rund 200 Meter vom Ostufer der Havel am Grunewald entfernt, zwischen der Lieper Bucht im Norden und der kleinen Steinlanke im Süden. Die Namen Lipa (slawisch „Linde“) und Lanke (slawisch „kleiner See“) zeugen von früherer polabischer Besiedlung des Berliner Südwestens. Die Linde ist noch heute mit 56 Exemplaren der häufigste Baum auf Lindwerder.
1888 wurde Lindwerder vom Gutsbesitzer Dr. Koch gekauft, der elf Jahre später begann, dort ein Wohnhaus zu errichten. Zur Beförderung des Baumaterials zur Insel wurde eine Lastenfähre eingesetzt. Ab 1905 war die Insel auch mit einer öffentlichen Fähre zu erreichen. Sie entwickelte sich in den folgenden Jahren zu einem beliebten Ausflugsziel. Am Westufer wurde eine Anlegestelle für Ausflugsdampfer gebaut. Im Januar 1912 ist Georg Heym, Dichter des Expressionismus, neben Lindwerder beim Schlittschuhlaufen in der Havel ertrunken. 
Nach dem Zweiten Weltkrieg wurden an der Ostseite der Insel große Mengen Trümmerschutt abgekippt, die die Insel in Richtung Festland um 3000 m² vergrößerten.
Im Jahre 1956 wählte sich der Yachtclub Müggelsee Lindwerder als Standort, der in den folgenden Jahren ausgebaut wurde. Seit 1971 befindet sich ein neues Gaststättengebäude auf der Insel. Derzeit verkehrt neben der privaten Personenfähre, die mit einer Glocke gerufen werden kann, noch eine Lastfähre für den Ver- und Entsorgungsverkehr.

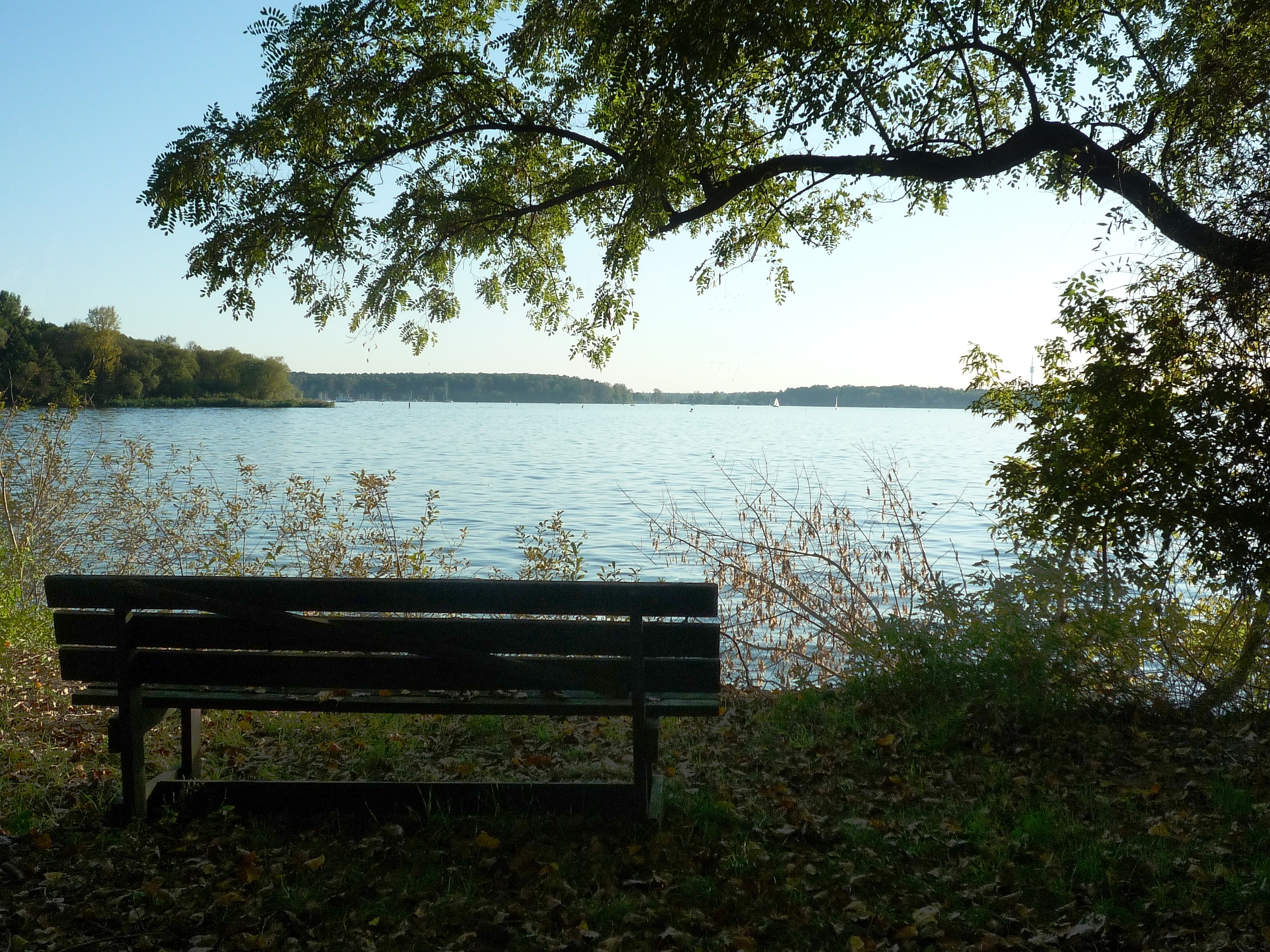
Blick von Lindwerder nach Süden
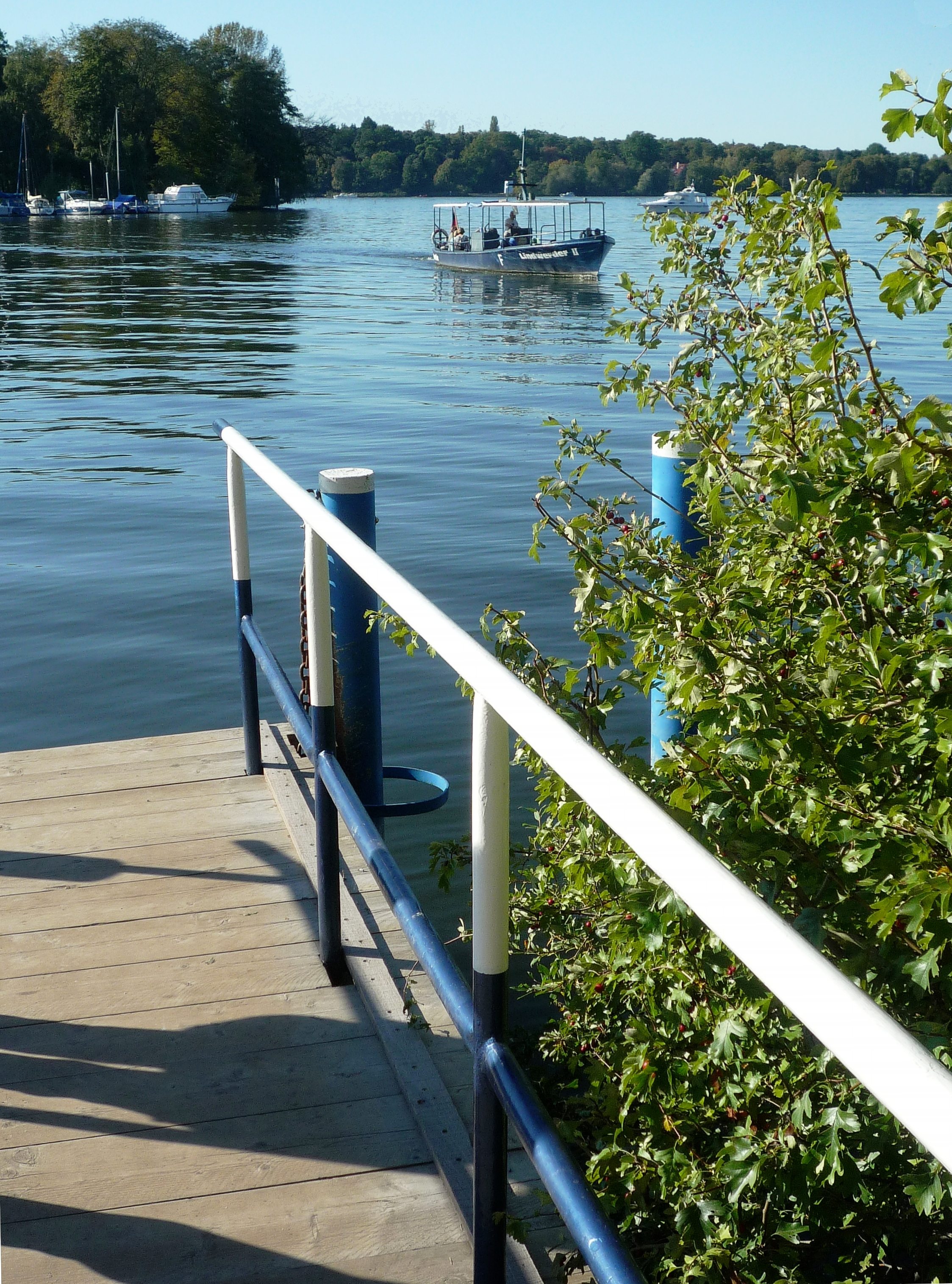
Die Personenfähre zwischen Insel (oben links) und Festland